# 別爾洛濟
50°54′4″N 31°9′37″E / 50.90111°N 31.16028°E
別爾洛濟（烏克蘭語：Берлози），是烏克蘭北部的村莊，隸屬切爾尼希夫州的切爾尼希夫區。該村始建於1760年，面積1.75平方公里，海拔高度109米，2006年人口500，人口密度每平方公里285.71人。